# لیزتاول، انتاریو
لیزتاول، انتاریو (به انگلیسی: Listowel, Ontario) یک منطقهٔ مسکونی در کانادا است که در انتاریو واقع شده‌است. لیزتاول ۷٬۵۳۰ نفر جمعیت دارد و ۳۸۲ متر بالاتر از سطح دریا واقع شده‌است.